# ふるふるぱーく
『ふるふるぱーく』はWiiの専用ソフトで2007年4月19日に発売されたバラエティゲームである。販売元はタイトー。まわすんだ〜!!で登場したキャラクターが主人公を務めている。ミニゲームの一部にタイトーの作品のものが含まれている。

## ゲームのルール
Wiiリモコンを操作してプレイすることが可能。1人プレイモード時の主な目的は、複数登場する女の子のキャラクターのハートを射止めることである。

## 選択できるモード
ゲーム開始時に2つのモードが選べる。

### 1人プレイモード
1人でゲームに練習したり、記録に挑戦したりできるモード。2人対戦同様に3つのモードがある。
おこのみモード
好きなゲームにプレイできる1人モード。
イケメンチャレンジ
5人のクラスメイトをキャッチする1人専用アドベンチャーモード。回須 転くんが主人公となるが、5人のハートを入手するのが目的。しかし午前と午後は2回までミニゲームにプレイすることが可能。全6ステージまで構成されている。女の子の好感度が高くなっていると最終ステージのミニゲームに挑戦することが出来る。逆に、好感度の評価が低いと最終ステージに進むことが出来ず、バッドエンディング（ゲームオーバー）となる。
測定モード
1回でもプレイするとプレイヤーの生物ランクが評価される。全5ステージ。

### 2人プレイモード
2人で対戦してプレイするモード。2人対戦には3つのモードが収録されている。
フリーバトル
好きなゲームで対戦できるモード。
ラブチャレンジ
5つのゲームが終るとふるふる的相性診断があるモード。
パネルアタック
4×4にならんだパネルを取り合い、入手したパネルの中で勝敗が決まるモード。

## 登場人物
- 回須 転
本作の主人公。1プレイヤーキャラクターである。イケメンチャレンジのプレイヤーでもある。変身するキャラクターは、マワスンダーオレンジ。
- 回須 うず
2プレイヤーキャラクター。変身するキャラクターは、マワスンダーピンク。
- ボギー
測定モードやイケメンチャレンジで登場するペットだが1日ごとに終えると、女の子の好感度が表示される。
- 山田アンジェラ
- 青星 千宙
- 法城 泉
- 海原 ゆう
- 紙守 小夜

## ミニゲーム
ミニゲームは30種類以上ある。

### グルメ＆スポーツ
- かき氷
Wiiリモコンを回して、10個のかき氷を完成させる。かき氷の色はランダム。
- 寿司
Wiiリモコンを前後に傾けて、客の食べたい寿司を選択する。あまり時間がかかってしまうとお客が怒ってしまう。
- たこ焼き
Wiiリモコンを1m離してから開始出来る。制限時間内に16個のたこ焼きを完成すればクリアとなる。あまり時間がかかるとたこ焼きが焦げてしまう。
- サドンデス
- ピンチヒッター
- スケボー
決められたコマンドを入力して、成功すればクリアとなる。
- ハンマー投げ
WiiリモコンのAボタンを押しながら、Wiiリモコンを回して正面に飛ばす。
- スーパーカラテ

### SF＆冒険
- 脱出!サブマリン
Wiiリモコンを振ると浮遊し、放っておくと着陸する。スピードアップアイテムが点数アップし、敵に攻撃されると5万点減点。海から脱出すればクリア。逆に、ロボットがプレイヤー機に触れると失敗となる。
- スワンランナー
Wiiリモコンを前後に傾かせ、スピードアップや点数アップアイテムを取りながら、95秒以内に要塞を脱出することが目的。
- スワンシューター
8方向十字キー、2ボタン（ショット、ロックオンレーザー）で操作する。ボスを破壊することが目的。
- ロボクラッシュ
Wiiリモコンを金槌のように振る。敵が攻撃してきたら、Bボタンで避ける。制限時間内にロボットの耐久力が0になればクリアとなる。
- トレジャーハンター
8方向十字キー、とボタンで20万ゴールドを集めることが目的。爆弾に触れると弾き飛ばされてしまう。
- 金庫
Wiiリモコンをねじり、書かれたパスワードが決められていて、決められた正しいパスワードを入力する。3～6回ほど入力に成功すればクリアとなる。
- とんぼとり
Wiiリモコンを1m離してからプレイが出来る。制限時間内に規定の捕まえた数に達しないとノルマ失敗となる。
- 鳥人間
ペダルのようにWiiリモコンを回す。どれだけ進んだ距離が画面下に表示し、規定の距離に達すればクリアとなる。

### ゲストミニゲーム
- アルカノイド
Wiiリモコンを回し、スペースウォールをすべて破壊する。
- キャメルトライ
Wiiリモコンを縦に持ち、ゴールまで辿り着く。
- ソニックブラストマン20XX
Wiiリモコンを横に握り、ボタンを押していない時は移動が可能。ボタンを押している時はWiiリモコンを振ると攻撃する。制限時間内に攻撃を耐え続ければクリアとなる。
- 奇々怪界
巫女の小夜を操作して、8方向十字キー、2ボタン（御札を投げる、御払い棒を振る）で敵を倒しながら進んでいく。キャラクターのグラフィックがリメイクされている。ボスキャラが豆頭のみ。
- バブルボブル
8方向十字キー、2ボタン（泡吐き、ジャンプ）でバブルン（2Pは青色のボブルン）を操作する。敵キャラクターはぜんちゃんともんすたの2種類。敵を倒しても復活するが、泡を割っても点は入らない。また、キャラクターのグラフィックがリメイク。
- くるくるパズル
- くるくるパズルEXPERT
- アクセルサウンド
- 悪代官
Wiiリモコンを押して引っ張るを繰り返し、5人の着物を脱がせることがクリアの条件。

その他のミニゲームもあるが、残りのミニゲームの名前は不明である。